# ياب مول
ياب مول (بالهولندية: Jaap Mol)‏ (3 فبراير 1912 - 9 ديسمبر 1972) لاعب كرة قدم هولندي راحل كان يجيد اللعب في خط الهجوم.
لعب طوال مسيرته الرياضية في نادي كيه إف سي كوغ.
مثل منتخب هولندا في 5 مباريات مسجلا هدف واحد (1931-1934). شارك مع منتخب هولندا في بطولة كأس العالم 1934 في إيطاليا حيث خرج من الدور الثمن النهائي.

## وصلات خارجية
- ياب مول على موقع الاتحاد الدولي (مؤرشف)  (الإنجليزية)
- ياب مول على موقع قاعدة بيانات كرة القدم.إي يو (الإنجليزية)
- ياب مول على موقع ناشيونال فوتبول تيمز (الإنجليزية)
- ياب مول على موقع Soccerway.com (الإنجليزية)
- ياب مول على موقع عالم كرة القدم.نت (الإنجليزية)

- سيرة ذاتية